# 前川喜平

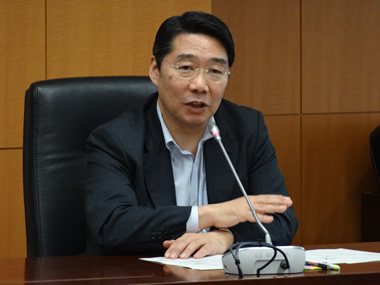
2016年6月7日，在東京都參加會議的前川喜平。

前川喜平（ Maekawa Kihei，1955年1月13日—），是日本文部科學省的官僚。

## 略歷
前川在1955年出生於奈良縣。1973年入讀東京大學文科一類，選修第二外語俄語，後升學至法學部，跟隨蘆部信喜鑽研憲法。1979年，前川畢業自東大法學部後，經國家公務員考試（行政職）進入文部省（文部科學省前身。分配大臣官房總務課審議班）。1986年9月，調任宮城縣教育委員會行政课長。2007年7月，轉任文部科學省大臣官房審議官（初等中等教育局擔當）。2010年7月，升任文部科学省大臣官房總括審議官。2012年1月，升任大臣官房長。2013年7月，擔任初等中等教育局長。2014年7月，擔任文部科學審議官（文教擔當）。2016年6月，擔任文部科學事務次官。2017年1月20日，因違反文部科學省的再就業規制，卸任文部科學事務次官。

## 主張

### 數學必修廢止論
前川主張目前日本義務教育提供的數學教育已經足夠，高中數學的難度太高，應該從必修科目刪除。

### 朝鮮學校無償化
前川在任文部科學省大臣官房審議官期間，前川被報道指受到民主黨政權所託，推動朝鮮學校無償化。

## 人物
前川的座右銘是「面從腹背」。
前川曾聲稱修改教育基本法和道德的教科化是「不想做的工作」。
2017年5月，《讀賣新聞》與《產經新聞》報道其經常前往經營特種行業的咖啡廳，其本人則稱是去調查「女性的貧困問題」。